# Ingrid Sandahl (gymnast)
Ingrid Sandahl, född 5 november 1924, död 15 november 2011 i Örebro, var en svensk gymnast, guldmedaljör i lagtävling med handredskap vid Olympiska sommarspelen 1952 i Helsingfors. Hon deltog även vid Olympiska sommarspelen 1948 i London.